# Edvard Grönblad

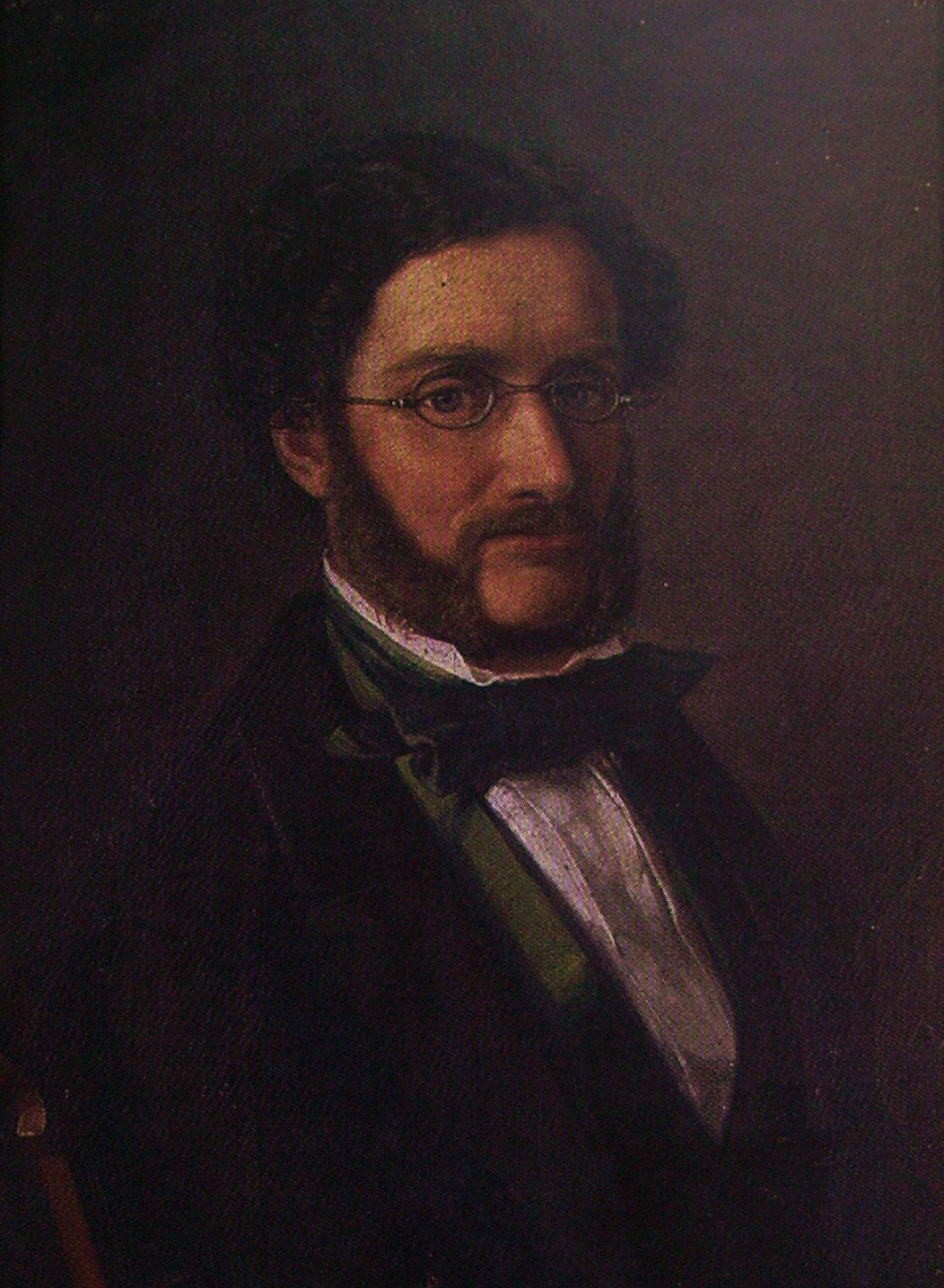
Edvard Grönblad. Målning av Adolf von Becker (1858).

Jakob Edvard August Grönblad, född 1814, död 1864, finländsk historiker och arkivarie, docent i historia vid Helsingfors universitet från 1843, förestod professuren i historia.
Grönblad var inriktad på arkivforskning och publikation av källskrifter, som Fredrik Cygnaeus och Karl Tigerstedt. Han var påverkad av Leopold von Ranke. 1844 fick han i uppdrag att ordna och förteckna alla kamerala handlingar från Gustav Vasas tid och framåt som överförts till Finland efter 1809. Detta ledde till grundandet av ett finländskt statsarkiv. Tidigare hade handlingarna legat på senatsvinden, där olika entusiaster kunnat gå och plocka och ta med sig vad de önskade. I samband med katalogiseringsarbetet kom man underfund med att äldre Vasatidens räkenskapspärmar var fulla av medeltidsfragment (idag 10 000). Efter 13 år var arbetet klart och 1859 fick Grönblads medarbetare Karl Bomansson till stånd en permanent amanuens till arbetet. 
I den historiska diskussionen har Finlands historia under svenska tiden debatterats flera gånger. Zacharias Topelius ansåg att Finlands historia började år 1809, då landet blev storfurstendöme, men han fick mothugg av docenten Edvard Grönblad som betonade de äldre periodernas betydelse för utvecklingen av den nationella känslan. 
Intresset för klubbekriget är av gammalt datum, redan på 1840-talet publicerade Grönblad en dokumentsamling rörande perioden i mitten av 1590-talet. 1843-46 publicerade han de första delarna i sin serie Urkunder upplysande Finlands öden med klubbekriget som tema. 1839 hade han doktorerat i Uppsala på verket Bidrag till Österbottens historia. 